# Sinan Bakış
Sinan Bakış (Troisdorf, 22 aprile 1994) è un calciatore turco, attaccante del Real Saragozza.

## Statistiche

### Presenze e reti nei club
Statistiche aggiornate al 26 gennaio 2018.
| Stagione           | Squadra               | Campionato         | Campionato | Campionato | Coppe nazionali | Coppe nazionali | Coppe nazionali | Coppe continentali | Coppe continentali | Coppe continentali | Altre coppe | Altre coppe | Altre coppe | Totale | Totale |
| Stagione           | Squadra               | Comp               | Pres       | Reti       | Comp            | Pres            | Reti            | Comp               | Pres               | Reti               | Comp        | Pres        | Reti        | Pres   | Reti   |
| ------------------ | --------------------- | ------------------ | ---------- | ---------- | --------------- | --------------- | --------------- | ------------------ | ------------------ | ------------------ | ----------- | ----------- | ----------- | ------ | ------ |
| 2013-2014          | Kayserispor           | SL                 | 6          | 0          | TK              | 0               | 0               | -                  | -                  | -                  | -           | -           | -           | 6      | 0      |
| 2014-2015          | Kayserispor           | 1. Lig             | 1          | 0          | TK              | 4               | 3               | -                  | -                  | -                  | -           | -           | -           | 5      | 3      |
| 2015-2016          | Kayserispor           | SL                 | 22         | 3          | TK              | 9               | 5               | -                  | -                  | -                  | -           | -           | -           | 31     | 8      |
| Totale Kayserispor | Totale Kayserispor    | Totale Kayserispor | 29         | 3          |                 | 13              | 8               |                    | -                  | -                  |             | -           | -           | 42     | 11     |
| 2016-2017          | Bursaspor             | SL                 | 12         | 1          | TK              | 7               | 0               | -                  | -                  | -                  | -           | -           | -           | 19     | 1      |
| 2017-2018          | Bursaspor             | SL                 | 8          | 0          | TK              | 5               | 1               | -                  | -                  | -                  | -           | -           | -           | 13     | 1      |
| Totale Bursaspor   | Totale Bursaspor      | Totale Bursaspor   | 20         | 1          |                 | 12              | 1               |                    | -                  | -                  |             | -           | -           | 32     | 2      |
| 2018-2019          | Admira Wacker Mödling | BL                 | 5          | 0          | CA              | 0               | 0               | UEL                | 2                  | 1                  | -           | -           | -           | 7      | 1      |
| Totale carriera    | Totale carriera       | Totale carriera    | 54         | 4          |                 | 25              | 9               |                    | 2                  | 1                  |             | -           | -           | 81     | 14     |